# (9077) Ildo
(9077) Ildo (1994 NC) – planetoida z pasa głównego asteroid okrążająca Słońce w ciągu 4,42 lat w średniej odległości 2,69 au. Odkryta 3 lipca 1994 roku.